# Almas (Raumstation)

Strichzeichnung einer Almaz-Raumstation

Almas oder Almaz (russisch Алмаз für „Diamant“) – auch bekannt als OPS (ОПС, Орбитальная пилотируемая станция, Orbitalnaja Pilotiruemaja stanzija für „Bemannte Orbital-Station“) – war eine Reihe teilweise bemannter Satelliten der Sowjetunion im erdnahen Orbit in den 1970er Jahren zu militärischen Zwecken.

## Hintergrund
Zusammen mit der DOS-Reihe (russisch ДОС, Долговременная орбитальная станция, Dolgowremennaja orbitalnaja stanzija für „Langzeit-Orbital-Station“) stellte sie einen Teil der Saljut-Raumstationen dar.
Sie dienten besonders der Aufklärung und somit militärischen Zwecken was offiziell immer bestritten wurde. Den Unterschied zu den DOS-Stationen stellte die für damalige Verhältnisse sehr hochauflösende Fototechnik dar, die für Aufklärungszwecke genutzt wurde. Fotos konnten vor Ort entwickelt werden.
Das Almas-Programm begann 1973. Im Jahr 1978 wurde es unterbrochen und ohne einen weiteren Start 1980 komplett eingestellt.

### Almas 1
Almas 1 wurde aus militärischen Geheimhaltungsgründen unter dem Decknamen Saljut 2 am 3. April 1973 gestartet. Fast einen Monat später, am 29. April 1973 waren nach einem Druckverlust alle Instrumente ausgefallen, woraufhin sie am 28. Mai 1973 abstürzte.

### Almas 2 bzw. Saljut 3
Almas 2 oder Saljut 3 war die dritte Saljut-Station, die ihren vorgegebenen Orbit erreichen konnte. Sie wurde am 25. Juni 1974 gestartet und sollte von zwei Sojus-Besatzungen besucht werden. Jedoch wurde sie nur von der Sojus-14-Besatzung genutzt, da die Sojus-15-Mission abgebrochen werden musste. Am 24. Januar 1975 wurde sie kontrolliert zum Absturz gebracht und verglühte in der Erdatmosphäre. Kurz zuvor sollen aus einer NR-23-Schnellfeuerkanone, die sich an Bord befand, einige Testschüsse abgefeuert worden sein.

### Almas 3 bzw. Saljut 5
Almas 3 oder Saljut 5 wurde am 22. Juni 1976 gestartet und diente zwei Sojus-Besatzungen (Sojus 21 und Sojus 24) insgesamt 67 Tage lang als Aufenthaltsort. Die Sojus-23-Mission erreichte Almas 3 nicht. Am 8. August 1977 wurde sie kontrolliert zum Absturz gebracht.